# Lou Creekmur
Louis „Lou“ Creekmur (* 22. Januar 1927 in Hopelawn, New Jersey; † 5. Juli 2009 in Tamarac, Florida) war ein US-amerikanischer American-Football-Spieler. Er spielte als Offensive Tackle und Guard in der National Football League (NFL) bei den Detroit Lions. 

## Jugend
Lou Creekmur wurde in Hopelawn geboren. Sein Vater James Creekmur war der Inhaber einer Lieferfirma. Seine Familie zog später nach Woodbridge, New Jersey, um, wo er auch die High School besuchte und für deren Footballmannschaft als Tackle auflief.

## Spielerlaufbahn

### Collegekarriere
Im Jahr 1944 schloss sich Creekmur dem College of William and Mary an. Bereits in seinem ersten Studienjahr wurde er als Spieler deren College-Football-Mannschaft ausgezeichnet. Aufgrund seines Wehrdienstes in der US Army musste er sein Studium unterbrechen und kehrte erst 1947 an sein altes College zurück. In den Jahren 1947 bis 1949 spielte er mit seinem Team jeweils in Bowlspielen, 1948 gelang ihm dabei sein einziger Touchdown seiner gesamten Laufbahn. Im Jahr 1949 wurde Creekmur in das College All-Star Game entsandt. Die Collegeauswahlspieler mussten sich allerdings in dem Spiel den Philadelphia Eagles mit 0:38 geschlagen geben.

### Profikarriere
Lou Creekmur wurde im Jahr 1948 von den Eagles in der 26. Runde an 243. Stelle gedraftet. Gleichzeitig sicherten sich allerdings auch die Los Angeles Dons aus der All-America Football Conference (AAFC), einer Konkurrenzliga der NFL, die Rechte an Creekmur. Creekmur blieb allerdings am College um sein Studium mit einem Master Degree abzuschließen. Zwischenzeitlich musste die AAFC aufgrund finanzieller Probleme ihren Spielbetrieb einstellen und Creekmur sowie zahlreiche ehemalige Spieler dieser Liga wurden von der NFL den Vereinen erneut in der NFL Draft 1950 angeboten. Creekmur war zuvor schon den Verantwortlichen der Lions aufgefallen, die ihn dann absprachegemäß nach der Draft verpflichteten. 
In den nächsten Jahren wurden von der Mannschaft aus Detroit neben Creekmur, weitere Leistungsträger, wie Pat Harder oder Yale Lary verpflichtet und der ab 1951 im Amt befindliche Trainer des Teams, Buddy Parker, formte aus den Lions ein Spitzenteam. Creekmur wurde als Spieler der Offensive Line überwiegend zum Schutz von Quarterback Bobby Layne eingesetzt, hatte aber auch die Aufgabe den eigenen Runningbacks den Weg in die gegnerische Endzone freizublocken.
1952 gewann Creekmur mit den Lions seinen ersten NFL-Titel. Sein Team gewann im NFL-Endspiel gegen die Cleveland Browns mit 17:7. Im folgenden Jahr konnten die Lions ihren Titel verteidigen und gewannen im NFL-Endspiel erneut gegen die Browns mit 17:16. Im Jahr 1954 scheiterte Creekmur mit seiner Mannschaft im Endspiel an den Browns mit 10:56. 1957 konnte Creekmur dann mit seinem neuen Trainer George Wilson seinen dritten und letzten Titel gewinnen. Erneut waren die Browns der Gegner und diesmal unterlagen sie mit 14:59.
Nach der Saison 1959 beendete Creekmur seine Laufbahn. Während seiner Spielerlaufbahn musste Creekmur nie ein Spiel aufgrund einer Verletzung aussetzen.

## Nach der Spielerlaufbahn
Bereits während seiner Spielerlaufbahn arbeitete Creekmur ab 1958 in Detroit bei einem Lastwagenproduzenten, der ihn auch nicht für seinen letzten Pro Bowl freistellte. Aufgrund geschäftlicher Verpflichtungen musste er auch die ersten vier Spiele der regular Season 1959 aussetzen, konnte aber danach aufgrund einer Intervention seines Trainers bei seinem Arbeitgeber die restliche Saison zu Ende spielen. Creekmur war zweimal verheiratet und hatte drei Kinder. Er ist auf dem Arlington National Cemetery beigesetzt.

## Ehrungen
Creekmur spielte in acht Pro Bowls, dem Abschlussspiel der besten Spieler einer Saison. Er wurde achtmal zum All-Pro gewählt. Er ist Mitglied in der Pro Football Hall of Fame, im Detroit Lions’ 75th Anniversary Team, in der Sports Hall of Fame of New Jersey und in der Virginia Sports Hall of Fame, sowie in der National Polish-American Sports Hall of Fame.